# عثاوات فتالية
عثاوات فتالية (الاسم العلمي: Tortricini)، قبيلة حشرات عثية من فصيلة فراشيات فتالة.

## الأجناس السابقة
Sociosa